# ХТЗ-7

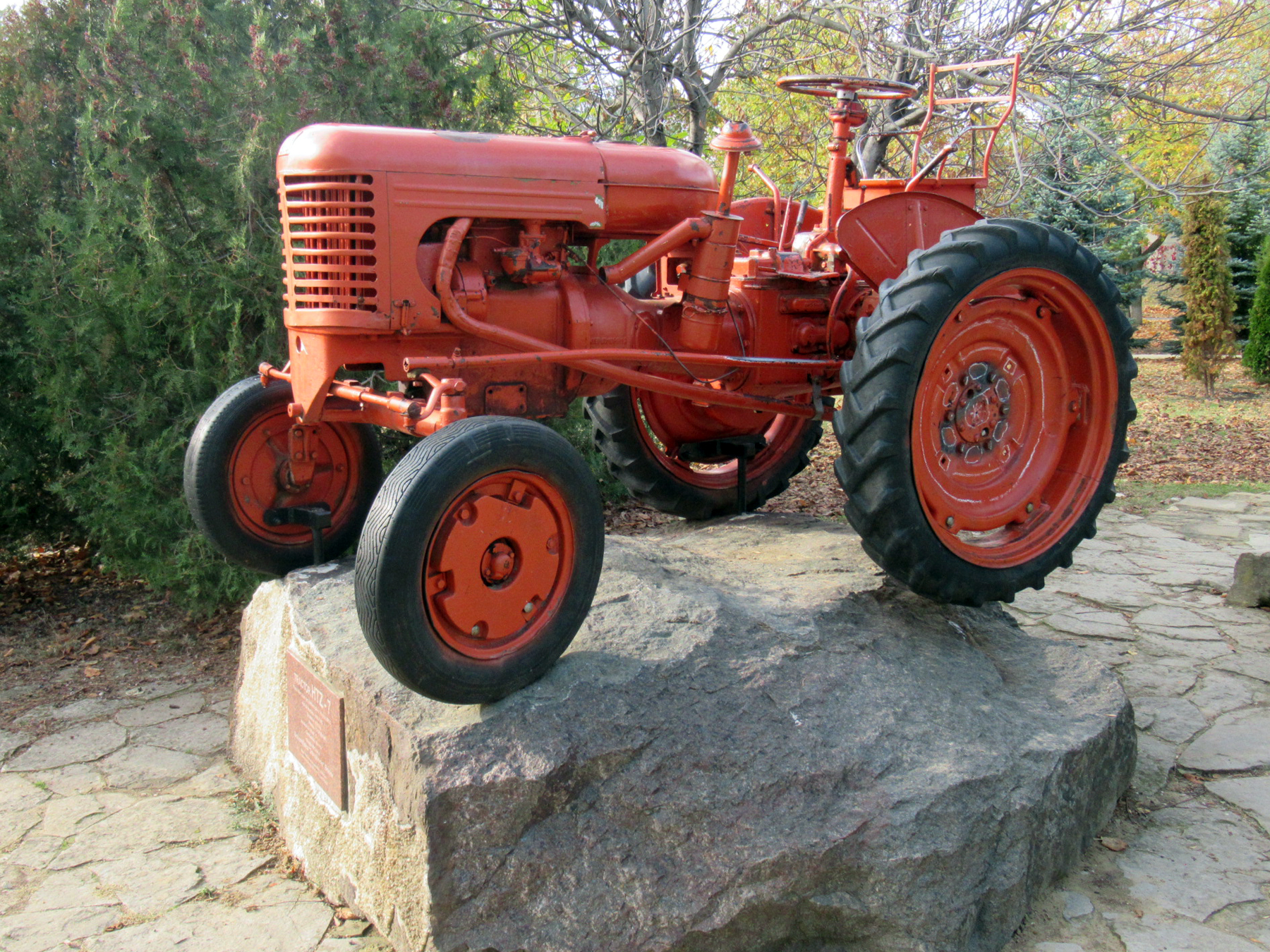
трактор ХТЗ-7 у парку Технічного університету Молдови

ХТЗ-7 — марка колісного трактора, який виготовлявся Харківським тракторним заводом з 1950 по 1956 роки.
Перший радянський малогабаритний трактор.

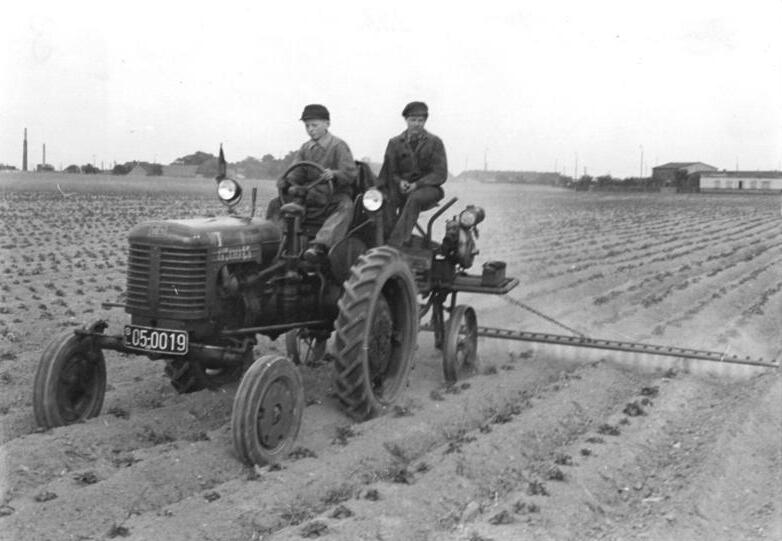
ХТЗ-7 у роботі

Призначений для легких сільськогосподарських робіт в овочівництві та садівництві з причіпними і навісними сільськогосподарськими знаряддями, на транспортуванні та різних допоміжних роботах, а також для приводу стаціонарних машин. Компонування трактора безрамне. Всі зусилля сприймають картери агрегатів. Трактор один з перших в СРСР обладнаний гідравлічною навісною системою і пневматичними шинами.
Трактор мав бензиновий карбюраторний двоциліндровий двигун потужністю 12 к. с. Конструкція трактора дозволяла східчасто регулювати дорожній просвіт (шляхом перевороту бортових редукторів) і ширину колії (шляхом перестановки коліс «навиворіт»).
Трактор мав бічний вал відбору потужності на приводний шків.
На базі трактора ХТЗ-7 був створений трактор ДТ-14, що відрізнявся від попередника дизельним двигуном.